# Гайнріх Крісмер
Гайнріх Крісмер (нім. Heinrich Krismer, 25 березня 1911 — ?) — швейцарський футболіст, що грав на позиції нападника, зокрема за клуби «Санкт-Галлен» і «Грассгоппер». Чемпіон Швейцарії і володар кубка Швейцарії з «Грассгоппером».

## Клубна кар'єра
Грав за команду «Санкт-Галлен». Розпочав виступи не пізніше сезону 1932-33. Піднявся з клубом до вищого дивізіону чемпіонату Швейцарії. В 1936 році «Санкт-Галлен» став дев'ятим у лізі, а в наступному сезоні останнім тринадцятим і вилетів в другий дивізіон.
В 1937 році Крісмер перейшов у «Грассгоппер». Клуб виступав в Кубку Мітропи 1937. Гайнріх зіграв у матчі-відповіді чвертьфіналу проти італійського «Лаціо». Забив гол в першому таймі, а його команда здобула перемогу з рахунком 3:2, але не змогла пройти далі, бо в першій грі програла 1:6.
В сезоні 1937-38 став з командою срібним призером чемпіонату Швейцарії, а також виграв Кубок Швейцарії. В фіналі «Грассгоппер» в переграванні переміг «Серветт» — 1:1 і 5:1. В наступному сезоні 1938-39 став в складі клубу з Цюриха півфіналістом національного кубка і переможцем національного чемпіонату.
В 1939 році повернувся в «Санкт-Галлен», який на той момент знову вийшов у вищий дивізіон. Грав у команді як мінімум до 1941 року.

## Статистика виступів

### Статистика виступів в чемпіонаті
Виступи у вищому дивізіоні чемпіонату Швейцарії, починаючи з сезону 1933/34.
| Сезон   | Клуб         | Ліга                | Матчі | Голи | Місце |
| ------- | ------------ | ------------------- | ----- | ---- | ----- |
| 1935/36 | Санкт-Галлен | Чемпіонат Швейцарії | 24    | 7    | 9     |
| 1936/37 | Санкт-Галлен | Чемпіонат Швейцарії | 23    | 9    | 13    |
| 1936/37 | Грассгоппер  | Чемпіонат Швейцарії | 1     | 0    | 1     |
| 1937/38 | Грассгоппер  | Чемпіонат Швейцарії | 20    | 9    | 2     |
| 1938/39 | Грассгоппер  | Чемпіонат Швейцарії | 21    | 7    | 1     |
| 1939/40 | Грассгоппер  | Чемпіонат Швейцарії | 3     | 0    | 3     |
| 1939/40 | Санкт-Галлен | Чемпіонат Швейцарії | 10    | 5    | 10    |
| 1940/41 | Санкт-Галлен | Чемпіонат Швейцарії | 14    | 1    | 12    |
| РАЗОМ   |              |                     | 113   | 38   |       |

### Статистика виступів у Кубку Мітропи
| №                      | Розіграш               | Стадія                 | Дата та місце проведення | Команда 1              | Рахунок | Команда 2 | Голи |
| ---------------------- | ---------------------- | ---------------------- | ------------------------ | ---------------------- | ------- | --------- | ---- |
| 1                      | 1937                   | 1/4                    | 11.04.1937, Цюрих        | Грассгоппер            | 3:2     | Лаціо     | 35'  |
| Всього в Кубку Мітропи | Всього в Кубку Мітропи | Всього в Кубку Мітропи | Всього в Кубку Мітропи   | Всього в Кубку Мітропи | 1       |           | 1    |

## Титули і досягнення
- Чемпіон Швейцарії (2):

«Грассгоппер»: 1936–1937, 1938–1939
- Володар кубка Швейцарії (2):

«Грассгоппер»: 1938